# محمد جبر الحربي
محمد جبر الحربي (12 مايو 1957م، الطائف) أديب وصحافي سعودي. أصدر العديد من الدواوين الشعرية وترجمت أعماله إلى عدة لغات منها الإنجليزية والايطالية والصينية. ساهم بشكل فعال في الحركة الثقافية في المملكة العربية والسعودية واحتضن الكثير من المواهب الشابة الجديدة.
يعتبر من رواد الصحافة في المملكة العربية السعودية، وكُرم من قبل وزارة الاعلام عن مجمل أعماله في عام 2019 م.

## نشأته
- ولد في الطائف في 12 مايو 1957م.
- انتقل مع أسرته إلى مدينة الرياض الذي اكمل تعليمه بها ونال شهادة الثانوية عام 1975م.
- ابتعث إلى بريطانيا لدراسة الطب ليكتشف لاحقًا بعد الدراسة أن هذا التخصص لا يناسب طبيعته الحساسة، وأيضًا لم ينسجم مع طريقة الحياة المختلف في الغربة ليقرر الانسحاب من البعثة والاكتفاء بتعلم اللغة الإنجليزية وصقل تجربته الحياتية.
- تزوج محمد جبر الحربي من الشاعرة خديجة العمري، مما جعلهُ يضعها عنوان إحدى أهم قصائده، وأحد دواوينه.[1]

## حياته المهنية
- مدير تحرير لمكتب جريدة اليوم في مدينة الرياض (1981م -1982م)
- صحفيًا متفرغًا ومشرفًا على الصفحات الثقافية والفنية في مجلة اليمامة السعودية (1983م - 1989م)
- مستشارًا للتحرير في صحيفة الجزيرة. (1996-1997م)
- أسس مجلة فواصل مع الأمير طلال الرشيد (رحمه الله) في الرياض 1994م وأشرف على تحريرها وتصميمها.
- أسس وكالة أعراف الرياض للدعاية والإعلان والنشر والإنتاج.
- أسس مجلة هنا الرياض (مجلة مطبوعة) عام 2015م.
- مستشارًا لمؤسسة الأمير بدر بن عبد المحسن الحضارية. (2016م - اليوم)
- مستشارًا شخصيًا لصاحب السمو الملكي الأمير الشاعر بدر بن عبد المحسن.

## أعماله الأدبية
- بين الصمت والجنون. (1403هـ/1983م)
- مالم تقله الحرب. (1405هـ/1985م)
- خديجة. (1418هـ/1997م)
- زمان العرب. (1426هـ/2005م)
- حديث الهدهد.
- جنان حنايا عام (1433هـ/1985م)
- طفولة قلب.
- الأعمال الشعرية الكاملة. (2020م).[2]
- عطر الناس. (2020م).[3]
- حاربت بالحب. (2020).[4]

## آراء النقاد
- تتبادل قصائد محمد الحربي بين نسق التفعيلة والنثر، وتخلط أحيانًا صيغًا مختلفة بما فيها الشكل العمودي الموزون والمقفى في القصيدة الواحدة، ويتشارك مع غيره من شعراء الحداثة النفور من الموضوعات المطروقة، والتعبيرات الجاهزة بحثاً عن لغة خلاقة، ويمتاز الحربي برموزه ونماذجه التي تُستمد من موضوعات المرأة، ومن فضاء الطفولة مادة لتأكيد المعاني الإنسانية.
- تناول عدد من النقاد شعر محمد الحربي في سياق عدة دراسات عن الحداثة في الشعر السعودي؛ فرأى عبد الله الغذامي أن للحربي ميزاته في إيقاعه الغنائي المعتمد على سيولة اللغة، وانسيابها في توظيف الإيقاع المعتمد المستويات، وفي انفتاح الخاتمة"كما رأى شاكر النابلسي، ومحمد صالح الشنطي، ونذير العظمة من جهات مختلفة دلالة شعره على أبرز ممثلي القصيدة الحداثية، كما وقف سعد البازعي في شعر الحربي على الهم السياسي العربي، وعلى موضوعه الوطن ورمز المدينة، ونالت بعض قصائده مثل"خديجة" و"الخروج من دائرة الحزن" و" الرجوع إلى المدينة إلى امرأة منكسرة".[5]

## الجوائز والتكريم
- حصل على جائزة وزارة الثقافة والإعلام عام 2013م عن ديوانه جنان حنايا.
- اختير سفيرًا للشعر السعودي في منتدى شعراء لعالم.
- كرم من وزارة الإعلام 2019م عن مجمل أعماله الادبية والصحفية.

## انظر أيضًَا
- عبد الله الغذامي
- حمد بن إبراهيم الحقيل

## وصلات خارجية
- “عبقر” يحتفي بمحمد جبر الحربي في ثاني أمسيات موسمه الجديد.